# Брутовце
Брутовце (словац. Brutovce) — село в Словаччині, Левоцькому окрузі Пряшівського краю. Розташоване на півночі східної Словаччини в східній частині Левоцьких гір в долині Кунишовського потока та Ровинки.
Уперше згадується у 1319 році.
У селі є готичний римо-католицький костел з першої половини 14 століття, перебудований у 18 та 20 століттях.

## Населення
| Рік:            | 1994. | 2004.   | 2014.    | 2024.    |
| --------------- | ----- | ------- | -------- | -------- |
| Кількість осіб: | 238   | 217     | 188      | 144      |
| Різниця:        |       | -8,82 % | -13,36 % | -23,40 % |

| Рік:            | 2023. | 2024.   |
| --------------- | ----- | ------- |
| Кількість осіб: | 146   | 144     |
| Різниця:        |       | -1,36 % |

У селі проживає 196 осіб.
Національний склад населення (за даними останнього перепису населення — 2001 року):
- словаки — 99,55 %.

Склад населення за приналежністю до релігії станом на 2001 рік:
- римо-католики — 95,02 %,
- греко-католики — 2,71 %,
- протестанти — 0,45 %,
- не вважають себе вірянами або не належать до жодної вищезгаданої конфесії — 1,81 %.

## Географія
Протікає Славковський потік.